# Thecocyathus
Genre
Thecocyathus est un genre fossile de coraux durs de la famille des Caryophylliidae.

## Liste des espèces
Selon World Register of Marine Species (15 octobre 2024) :
- † Thecocyathus cenomaniensis Bölsche, 1866
- † Thecocyathus mactra (Goldfuss, 1826)
- † Thecocyathus moorei Milne Edwards & Haime, 1851
- † Thecocyathus pusillus Koby, 1904
- † Thecocyathus radiatus Koby, 1896
- † Thecocyathus tintinnabulum (Goldfuss, 1826)
- † Thecocyathus triasicus Wanner, 1910
- † Thecocyathus rugosus Wright, 1860

## Systématique
Le nom valide complet (avec auteur) de ce taxon est Thecocyathus Milne-Edwards & Haime, 1848.
Thecocyathus a pour synonyme :
- Trochocyathus (Thecocyathus) Milne Edwards & Haime, 1848

### Publication originale
- H. Milne Edwards et J. Haime, « Recherches sur les polypiers. Mémoire 2. Monographie des turbinolides », Annales des Sciences Naturelles, Zoologie, 3e série, vol. 9,‎ 1848, p. 211-344.